# Grock
Grock, pseudonimo di Charles Adrien Wettach (Reconvilier, 10 gennaio 1880 – Imperia, 14 luglio 1959), è stato un circense svizzero.

## Biografia
Questo disse di sé, del proprio costante puntiglio di affinarsi fino a raggiungere una maestria senza pari.
Considerato il più grande clown dei suoi tempi, spesso fu catalogato con varie etichette culturali, scomodando Shakespeare, Cartesio e Bergson. Ma Grock respinse queste classificazioni. I suoi numeri tipici erano basati su giochi con strumenti musicali, soprattutto il violino e il pianoforte.
Figlio di un orologiaio, a quattordici anni Grock cominciò a lavorare in un circo come illusionista, funambolo e uomo-serpente. Poi si dedicò ad altri mestieri, espatriò, e in Ungheria iniziò la sua vera carriera formando un duo con un clown chiamato Aureliano.

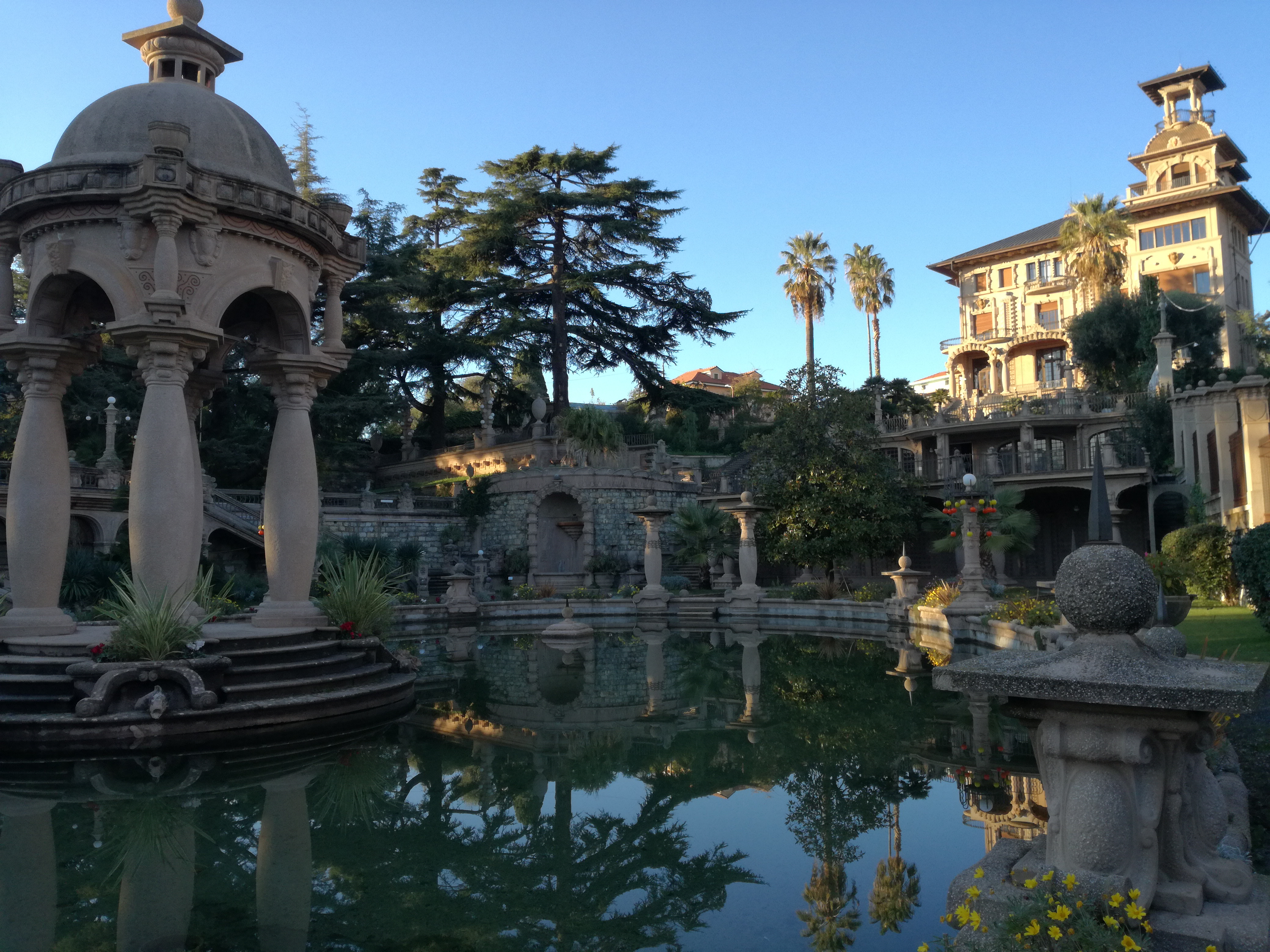
Villa Grock ad Imperia (ora proprietà della Provincia)

Diventò maestro di ogni specialità della pista (giocoleria, contorsionismo, equilibrismo, acrobazia) e imparò a suonare un gran numero di strumenti.
Nel 1903 fece coppia con l'eccentrico Brick (Marius Galante), subentrando a Brock e fu allora che assunse il nome d'arte di Grock. Dapprima è augusto, poi diviene solista anche se con ottime spalle (Max van Emden, Alfred Schatz e Jerome Medrano).
Successivamente cominciò le tournée in Europa ed in America. Ottenne crescente successo fino alla sua consacrazione nel 1919 all'Olympia di Parigi come re dei clown. Ormai aveva abbandonato il circo per il music-hall.
Nel 1928 fece la prima tournée in Italia.

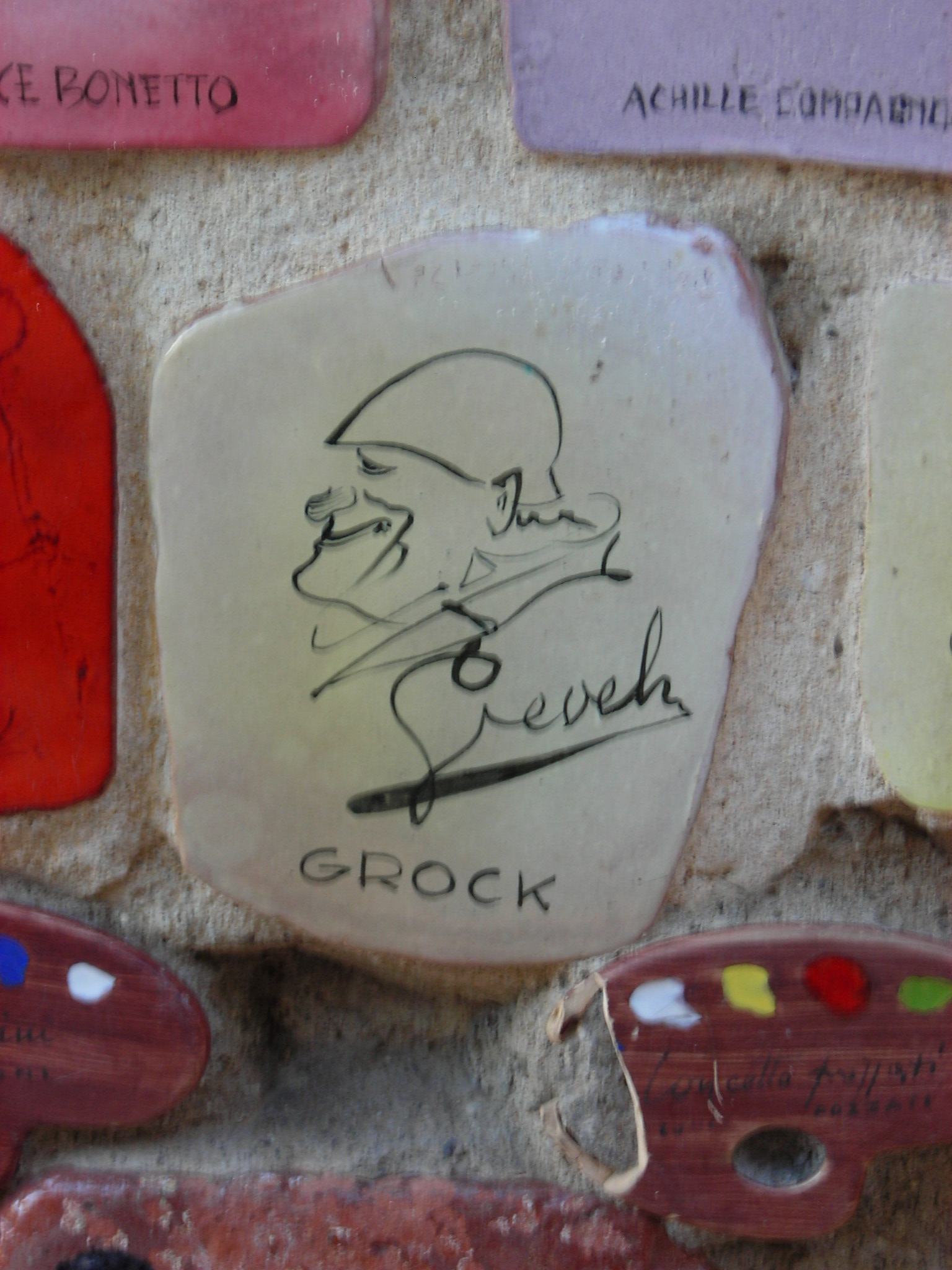
La piastrella del Muretto di Alassio autografata da Grock

Con il passare degli anni, la sua arte si affinò e la sua fama si accrebbe, perché mantenne sempre un repertorio d'altissimo livello.
Fu anche protagonista di tre film, Son premier film (1926), Grock presenta Grock (1931) e Arrivederci, signor Grock (1950).
Nel 1950, sostenendo fortissime spese che lo portarono quasi in bancarotta (dopo essere stato l'artista più pagato d'Europa) creò un proprio circo mobile nel quale esordì la cantante Caterina Valente. Il grande successo dello show permise all'artista di rifarsi delle forti somme investite nell'impresa.
Nel 1953, durante una rappresentazione a Vevey (Svizzera) divertì anche Charlie Chaplin.
Il 31 ottobre 1954, a 74 anni, ad Amburgo diede definitivamente addio alla pista, ritirandosi nella quiete dell'amata Villa Bianca (oggi Villa Grock) di Imperia, dove si spense all'età di settantanove anni. Attualmente villa Grock, acquistata dalla provincia di Imperia, ospita il Museo del Clown, un omaggio alle arti circensi e a Grock stesso.
Massone, Grock fu membro della Gran Loggia Svizzera Alpina e del Grande Oriente di Parigi. Durante il Ventennio fascista, sposò la cantante Ines Ospiri, nativa di Garessio e con lei si stabilì nelle colline circostanti Imperia Oneglia, a villa Bianca appunto. L'amico geometra Armando Brignole di Genova gli progettò un parco privato con annesso tempio e fontana ricchi di simbolismi massonici e astrologici.

## Filmografia
- Son premier film (1926)
- Grock presenta Grock (1931)
- Arrivederci, signor Grock (1950)

## Commemorazioni

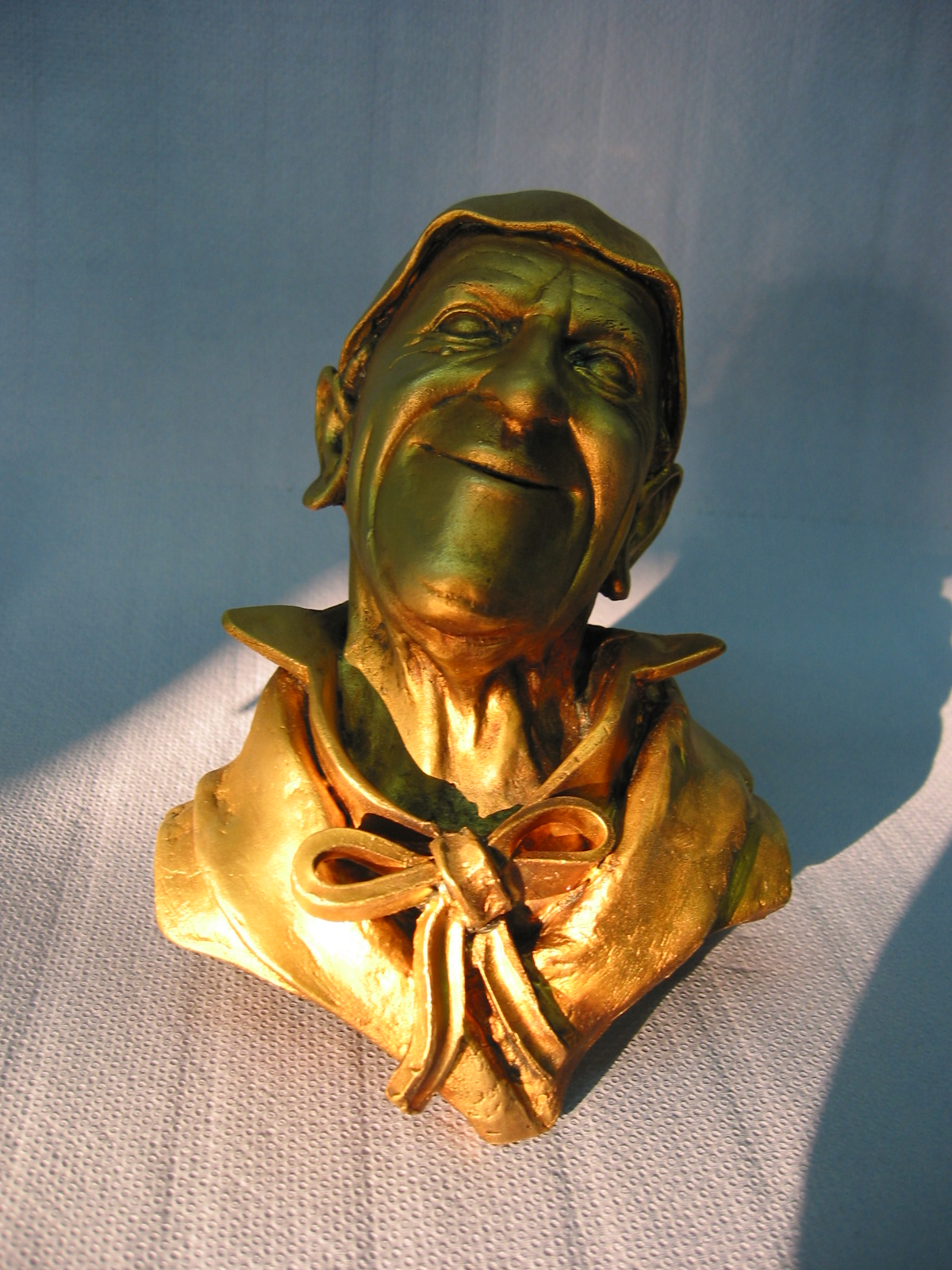
La statuetta del Grock d'Or

Il Festival Grock - Premio Grock Città di Imperia, creato nel 2005, sotto la direzione artistica di Sergio Maifredi e la produzione di Teatri Possibili Liguria, sostenuto da Regione Liguria e Comune di Imperia, si svolgeva ogni anno nei primi due weekend di ottobre e celebrava l'arte del grande clown svizzero. L'Albo d'Oro dei premiati porta i nomi di Arturo Brachetti (2005), Aurélia Thierrée e Leo Bassi (2006), David Larible (2007), Fumagalli e Jigalov (2008), Paolo Rossi (2009), Antonio Albanese (2010), Paolo Villaggio (2011), Glauco Mauri e Roberto Sturno (2012), Banda Osiris (2013), Housch-ma-Housch (2014), The Black Blues Brothers (2015), Mago Silvan (2016), Tullio Solenghi (2017).
Grock è commemorato anche con il Grock d'Or, competizione di artisti circensi che si tiene dal 2003.
A lui è intitolata la compagnia teatrale Quelli di Grock, fondata da Maurizio Nichetti negli anni settanta.